# Ormosia romanovichiana
Ormosia romanovichiana är en tvåvingeart som beskrevs av Alexander 1953. Ormosia romanovichiana ingår i släktet Ormosia och familjen småharkrankar. Inga underarter finns listade i Catalogue of Life.